# Muriel Barbery
Muriel Barbery (Casablanca, 28. svibnja 1969.), francuska spisateljica i profesorica filozofije.

## Biografija
Muriel Barbery je pohađala srednju školu Lycée Lakanal, upisala višu školu École Normale Supérieure Lettres et Sciences Humaines 1990. i stekla agregaciju (akademski stupanj iznad fakultetske diplome koji daje pravo predavanja na veleučilištima i sveučilištima) iz filozofije 1993. Zatim je predavala filozofiju na Sveučilištu u Burgundiji, višoj školi i IUFM-u (učiteljskom fakultetu).
Njezin roman Otmjenost ježa se nalazio na francuskoj listi najprodavanijih knjiga 30 tjedana zaredom, te je doživio još 50 izdanja. Do svibnja 2008. roman je bio prodan u više od milijun primjeraka. Roman je postao bestseler u Francuskoj, Italiji, Njemačkoj, Španjolskoj, Južnoj Koreji, te mnogim drugim zemljama. Pripovjedačice romana su kućepaziteljica Renée i djevojčica Paloma, prikrivene intelektualke koje žive u jednoj pariškoj zgradi više srednje klase. Renée se kratko pojavljuje u Barberynom prvom romanu Une Gourmandise. Barbery trenutno živi u Japanu sa suprugom Stéphaneom.

## Djela
- 2000. Une Gourmandise, Gallimard, ISBN 978-2070421657
- 2006. L'Élégance du hérisson, Gallimard, ISBN 978-0320079566
  - 2009. Otmjenost ježa, Litteris, ISBN 978-953-7250-28-7 (prev. Zora Suton)

## Nagrade
- Za roman Une gourmandise:
  - 2000. Prix du Meilleur livre de Littérature gourmande 2000
  - 2001. Prix Bacchus-BSN
- Za roman Otmjenost ježa:
  - 2006. Prix Georges Brassens
  - 2007. Prix Rotary International
  - 2007. Prix des libraires
  - 2007. Prix des Bibliothèques pour Tous
  - 2007. Prix Vivre Livre des Lecteurs de Val d'Isère 2007
  - 2007. Prix de l'Armitière (Rouen)
  - 2007. Prix « Au fil de mars » (Université de Bretagne-Sud)
  - 2007. Prix littéraire de la Ville de Caen 2007

## Ekranizacije romana
- 2009. - Le hérisson (eng. The Hedgehog)[4]